# Gerhard Hjukström

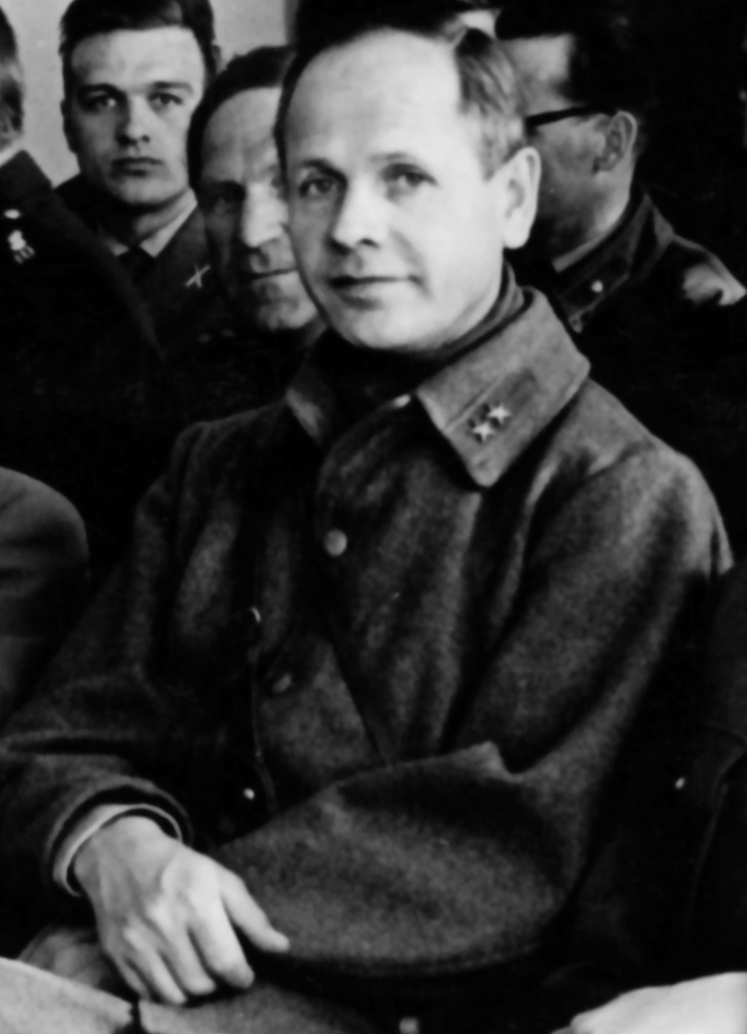
Hjukström som överstelöjtnant vid Södermanlands regemente (I 10) år 1961.

Gerhard Alexander Hjukström, född 24 september 1911 i Arvidsjaur, död 10 december 1994 i Stockholm, var en svensk militär (överste).

## Biografi
Hjukström var son till kronojägare Gustaf Hjukström och Ida Hjukström, född Abrahamsson. Han blev fänrik vid Dalregementet (I 13) 1937 och gick på Krigshögskolan 1943–1945. Hjukström var kapten i generalstabskåren 1949, blev major 1954 och var lärare vid Krigshögskolan 1954–1961. Han var överstelöjtnant vid Södermanlands regemente (I 10) 1960 (P 10 från 1963) och därefter överste och chef för Gotlands regemente (P 18) 1964–1971. Hjukström blev ledamot av Kungliga Krigsvetenskapsakademien 1955 och var huvudförfattare till Soldaten i fält.
Hjukström gifte sig 1939 med Ingrid Maj-Brit Anhardt (född 1915), dotter till disponenten Karl-Gustaf Anhardt och Julia Anhardt.
Hjukström hade en dispyt med kapten Sture Karlsson på P 18, som slutade med att Hjukström blev JO-anmäld av Karlsson. Karlsson skrev senare romanen Översten och jag (1971) som blev mycket uppmärksammad och handlade om den JO-anmälan Karlsson gjort mot Hjukström, dess bakgrund och konsekvenser.
Gerhard Hjukström är gravsatt i Gustav Vasa kyrkas kolumbarium i Stockholm.

## Utmärkelser
- Riddare av Svärdsorden.[4]
- Kommendör av andra klass av Svärdsorden, 6 juni 1968.[5]
- Kommendör av första klass av Svärdsorden, 5 juni 1971.[6]
- Riddare av Vasaorden.[4]